# Singer Motors

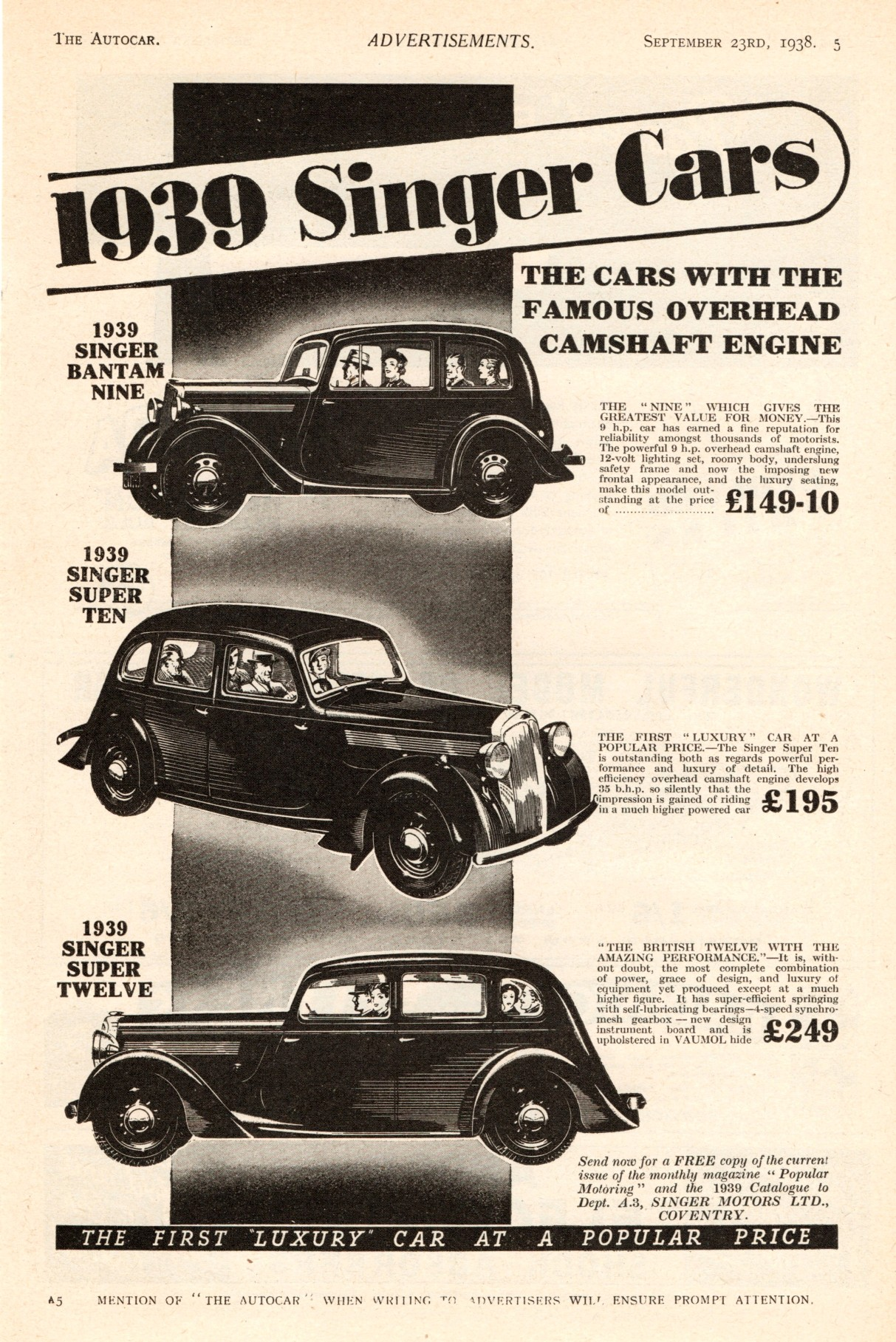
Catálogo de Singer (1939)

Singer Motors Limited fue una empresa británica fabricante de vehículos automóviles. Fundada en 1874 como Singer & Co por George Singer en Coventry, Inglaterra, originalmente estaba dedicada a construir bicicletas, que continuó produciendo hasta 1915. A partir de 1901 inició la fabricación de automóviles y vehículos comerciales.
Fue el primer fabricante británico en lanzar al mercado vehículos económicos y de tamaño reducido, que incorporaban elementos de modelos superiores, demostrando que un automóvil pequeño podía ser una propuesta práctica. Sus primeros diseños ya tenían una construcción mucho más robusta que los entonces populares ciclocoches, que todavía utilizaban muchos elementos propios de las bicicletas.
Con su motor de cuatro cilindros y diez caballos de potencia, el Singer Ten se lanzó en el Salón del Motor de 1912 organizado en el Olympia de Londres. William Rootes (aprendiz en los talleres de Singer en los primeros tiempos de la empresa), un vendedor de automóviles consumado, firmó un contrato para comprar 50 unidades a Singer, el suministro de todo el primer año. El pequeño coche se convirtió rápidamente en un éxito de ventas. En última instancia, el negocio de Singer fue adquirido por el Grupo Rootes en 1956, que continuó la marca hasta 1970, unos años después de la adquisición de Rootes por parte de la corporación estadounidense Chrysler Corporation.
La compañía británica Singer no tiene ninguna relación con la compañía estadounidense Singer de Mount Vernon en el Condado de Westchester, que fabricó automóviles de lujo entre 1915 y 1920.

## Historia

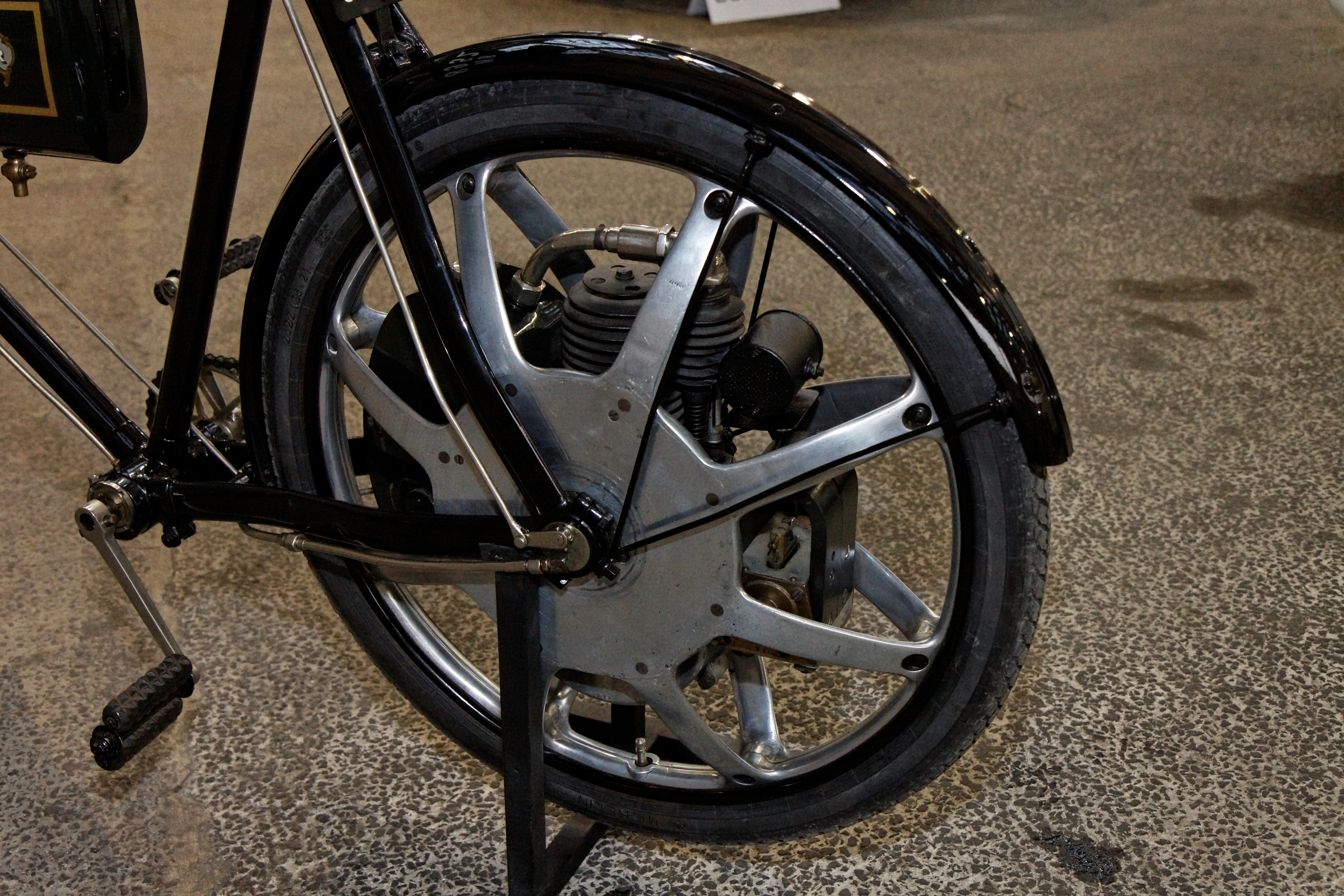
Bicicleta Singer con un motor montado en el interior de una rueda

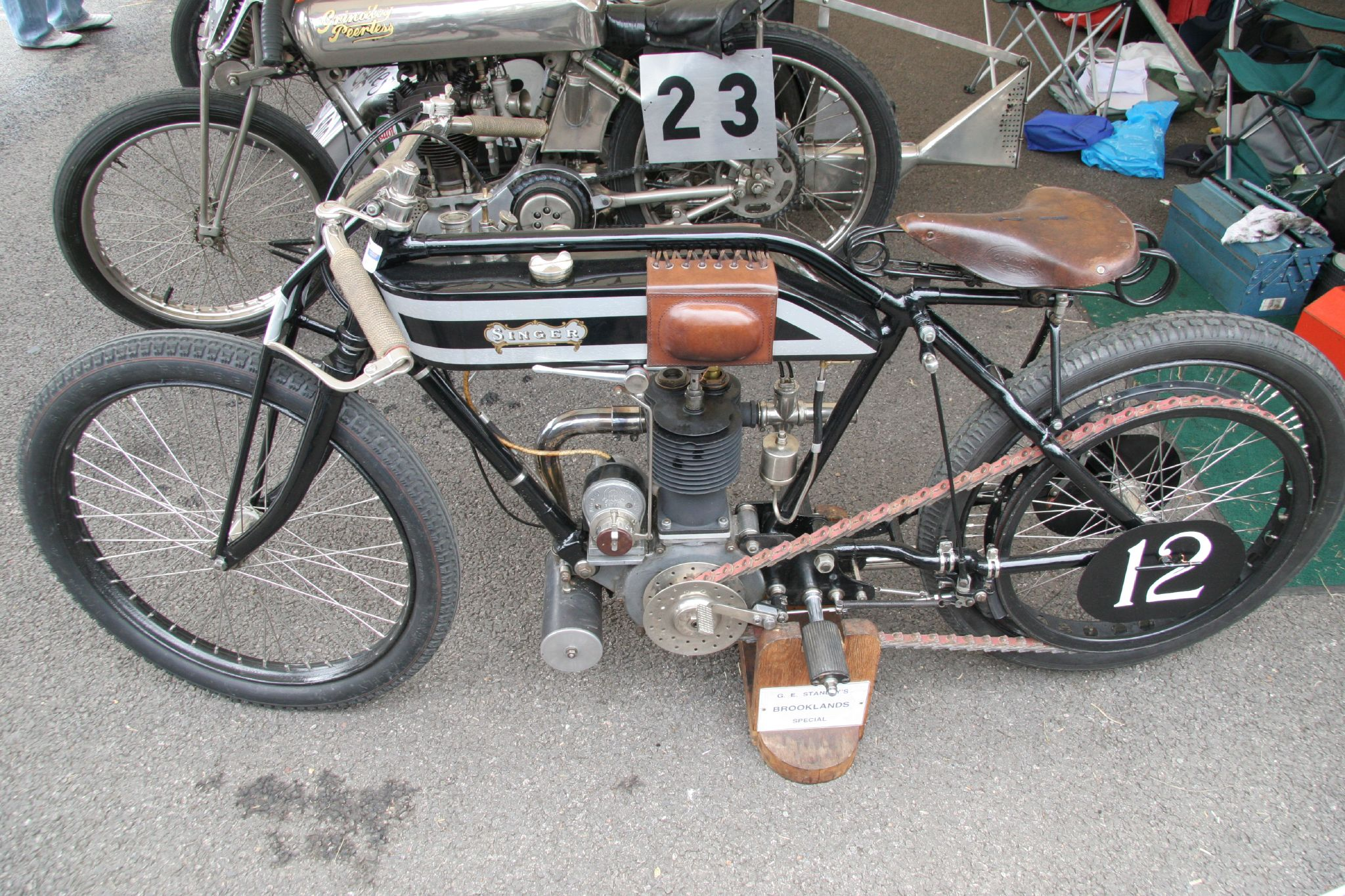
Motocicleta Singer

### Bicicletas
George Singer comenzó su negocio de fabricación de bicicletas en Coventry en 1874.
Por aquel entonces, era capataz de la Coventry Sewing Machine Company, de la que se despidió para incorporarse al negocio J.E. Stringer, su cuñado. Singer decidió producir una bicicleta más segura que los entonces populares biciclos, parece que inspirado por el ciclista George Dominy. Singer no alteró el diseño del biciclo con la rueda delantera grande y la trasera pequeña, pero modificó el diseño de la horquilla delantera, dándole un ángulo de lanzamiento que hizo el vehículo más estable y seguro. Patentó este diseño el 24 de octubre de 1878.
En 1879 diseñó un nuevo modelo que tenía una gran rueda trasera y dos ruedas delanteras pequeñas orientables, que servían para guiar el vehículo; y en 1885 ideó un triciclo, con loas ruedas traseras impulsadas mediante una cadena, que también incluía un freno de mano (diseñado por Singer y su asociado, R. H. Lea) en el eje trasero.
Alrededor de 1888, Singer introdujo el Rational, un modelo de bicicleta con marco en forma de "diamante", con dos ruedas iguales de 76 cm de diámetro. También incorporaba el manillar y la rueda trasera extraíbles. Aunque su rendimiento era algo peor que el de los biciclos, era mucho más seguro, y acabó haciéndose popular entre los ciclistas.
En 1895, Singer Cycle se enfrentó a una oferta de adquisición de 600 000 libras efectuada por la compañía del promotor Terah Hooley, pero sobrevivió. También superó la crisis industrial de 1898, que aniquiló a muchos fabricantes de bicicletas británicos.

### Motores, triciclos y motocicletas

Informe de la Dirección de Singer & Company (31 de julio de 1917). El presidente era Arthur Edward Jagger, y entre los directores estaban William Edward Bullock y Arthur Charles Bourner.

Singer Cycle comenzó la producción de vehículos de motor en 1901, adquiriendo los derechos de fabricación del Perks &  Hooch Motor Wheel, un motor de un cilindro contenido en el interior de una rueda de aluminio, conocido como ruedamotor. Era un propulsor de 222 cc de cuatro tiempos, diseñado por los ex empleados de Beeston Edwin Perks y Frank Birch. Una característica única fue que el motor, el tanque de combustible, el carburador y el magneto de baja tensión estaban alojados en el interior de una robusta rueda fabricada con radios de aleación. Probablemente fue la primera bicicleta con motor que utilizó ignición por magneto, tal vez el único motor de motocicleta de su época con un encendido fiable. Estas ruedas estaban concebidas para utilizarse en bicicletas. El diseño fue utilizado por Singer & Co en la rueda trasera y posteriormente en la rueda delantera de un triciclo.
En 1904 desarrolló una gama de motocicletas más convencionales, que incluía un modelo con  un motor de dos tiempos de 346 cc, y a partir de 1911, modelos de válvula lateral de 299 cc y 535 cc. En 1913, Singer & Co comercializó un modelo de mujer con el marco abierto.
La compañía dejó de construir motocicletas al inicio de la Primera Guerra Mundial.

### Carreras de motos
En 1909, Singer & Co construyó una serie de vehículos de competición, participando en varias carreras de motocicletas, como el Tourist Trophy de la Isla de Man en 1914. George E. Stanley batió el récord de la hora en el circuito de Brooklands en una motocicleta Singer en 1912, convirtiéndose en el primer piloto en recorrer 60 millas (96 km) en una hora con una motocicleta de 350 cc.

### Automóviles

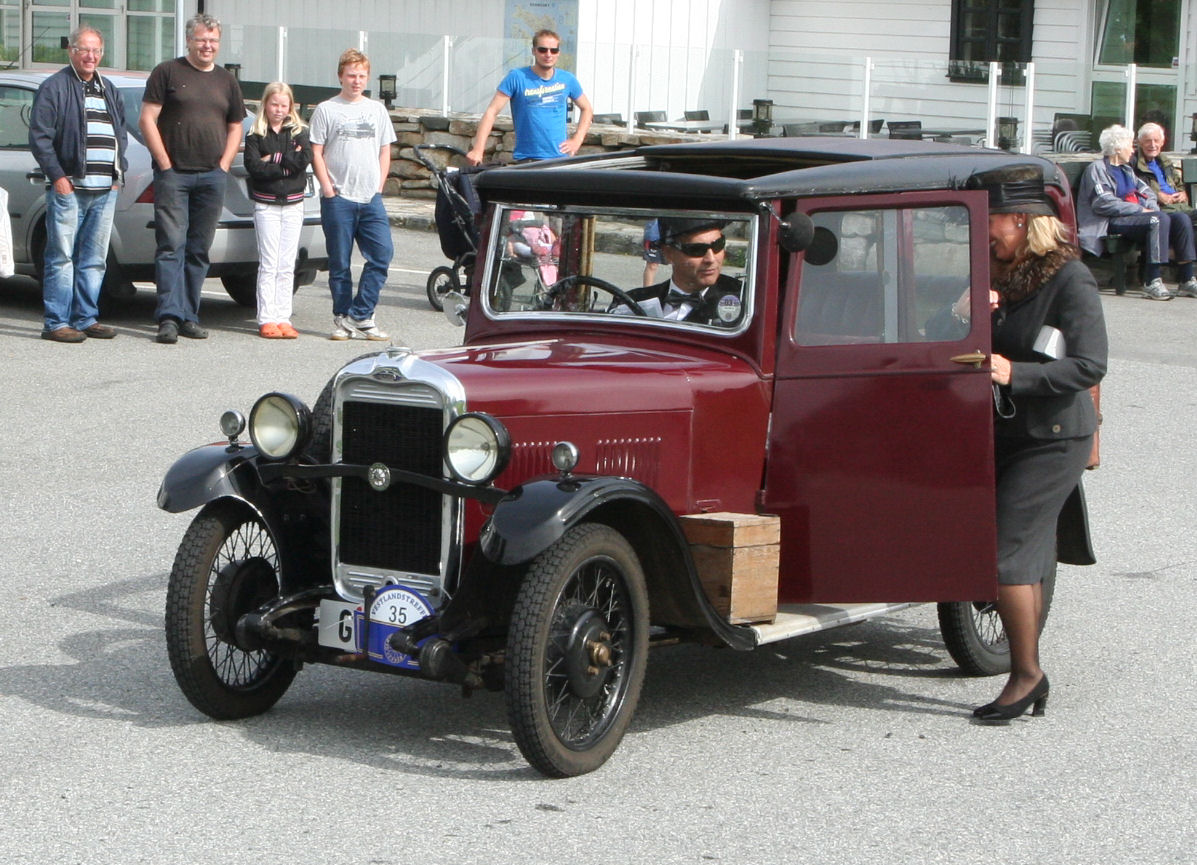
Singer Junior Saloon 8 HP (1931)

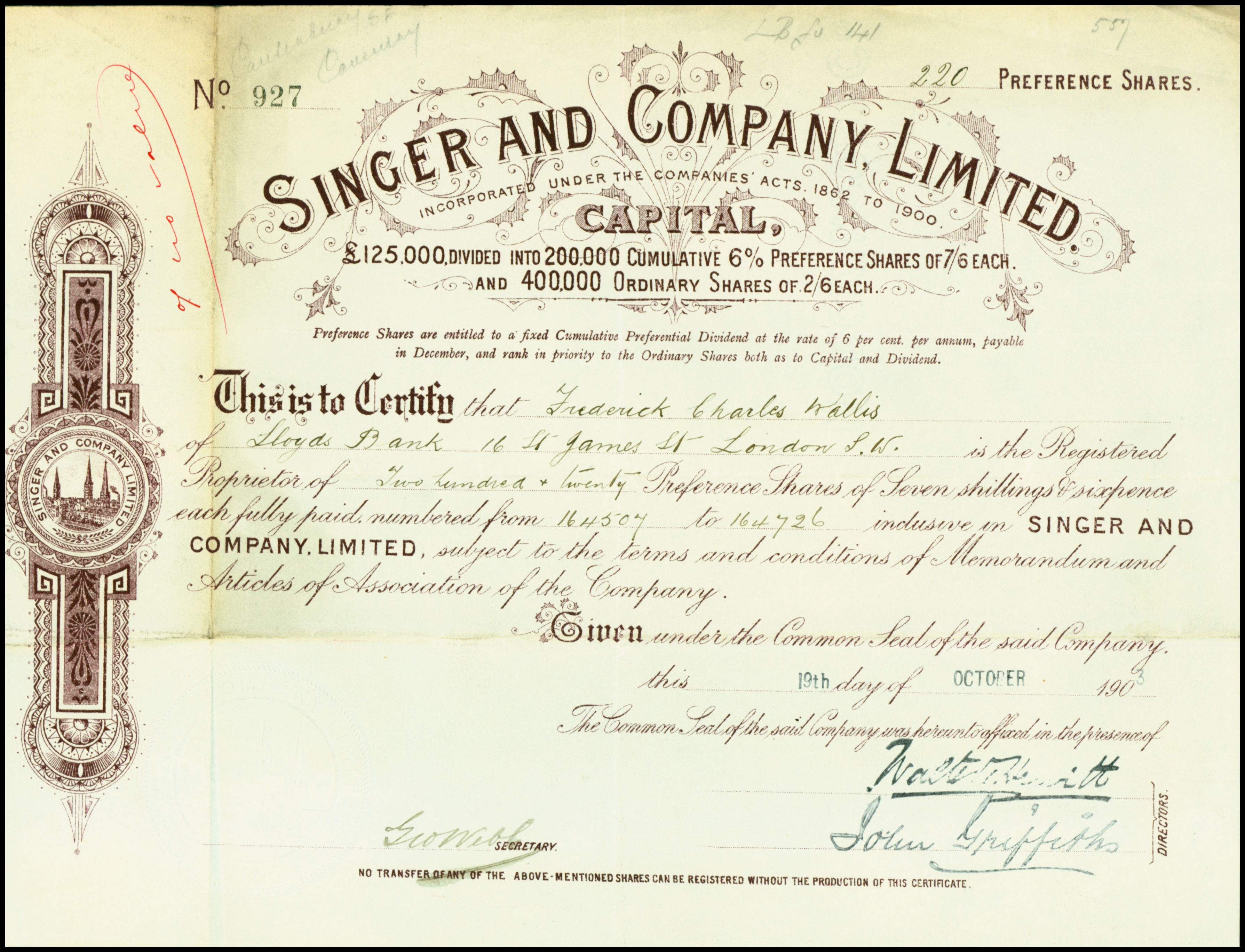
Acción de Singer and Company Ltd, fechada el 19 de octubre de 1903

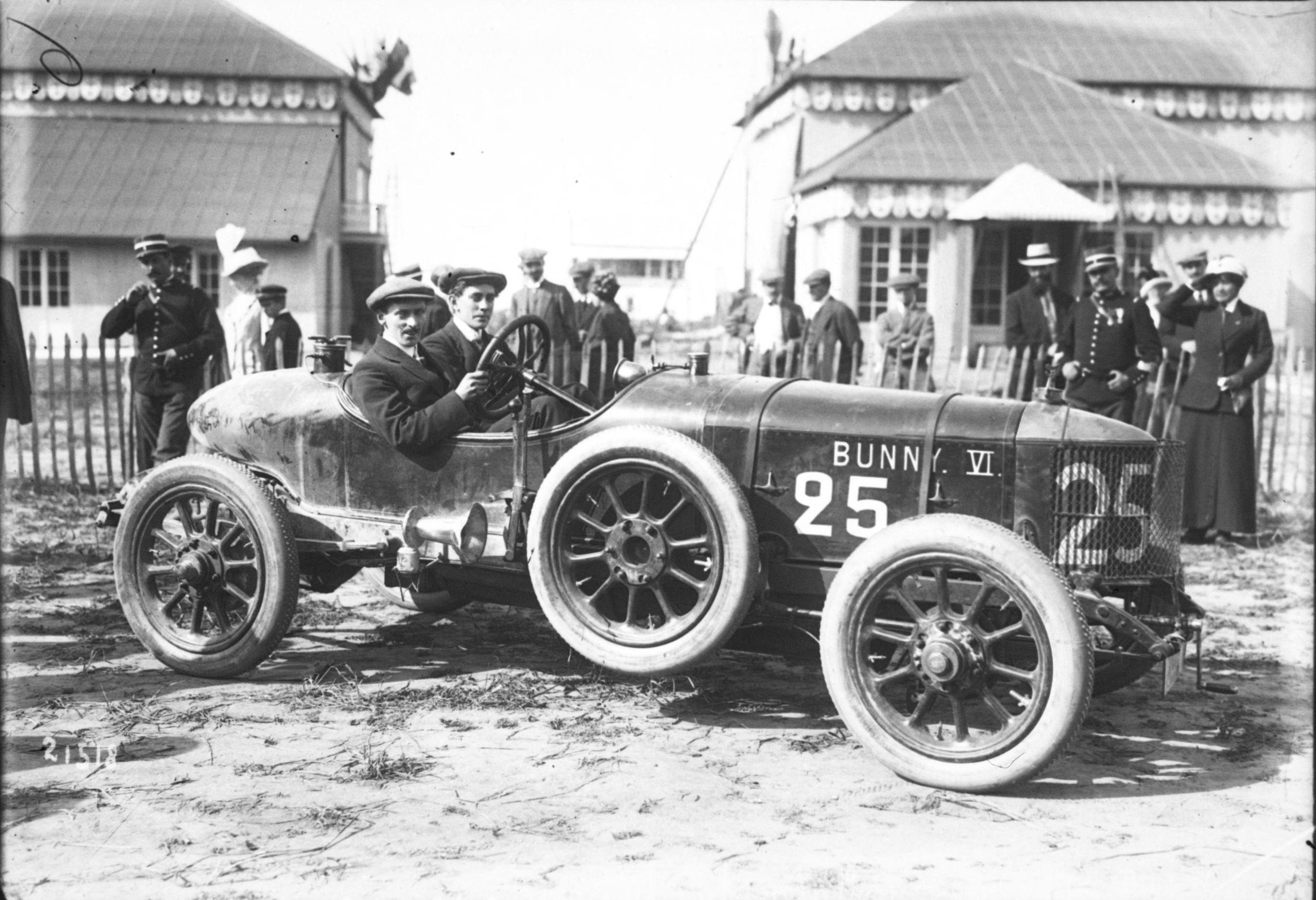
Singer en el Gran Premio de Dieppe (1912)

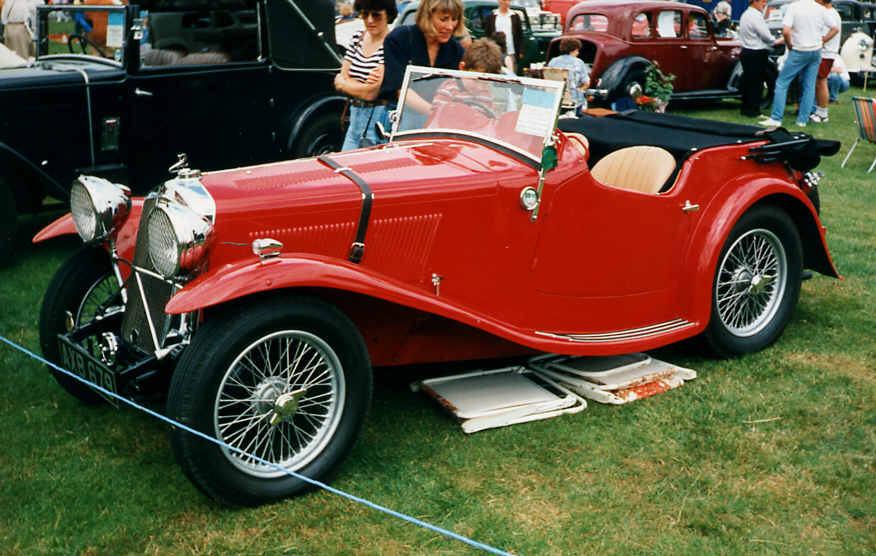
Deportivo Singer Nine (1934)

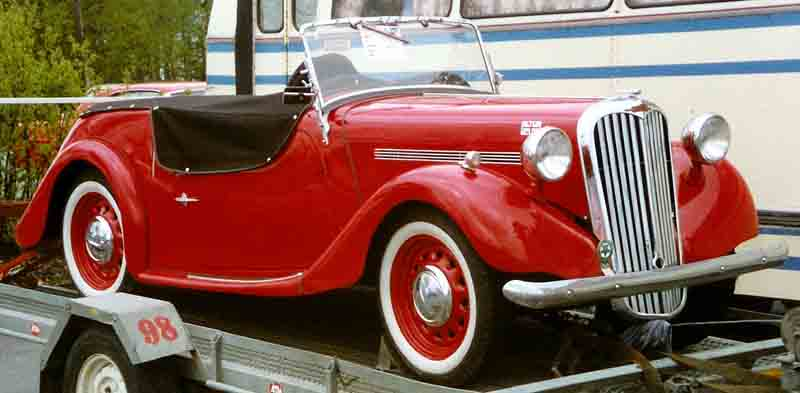
Deportivo descubierto Singer Nine (1950)

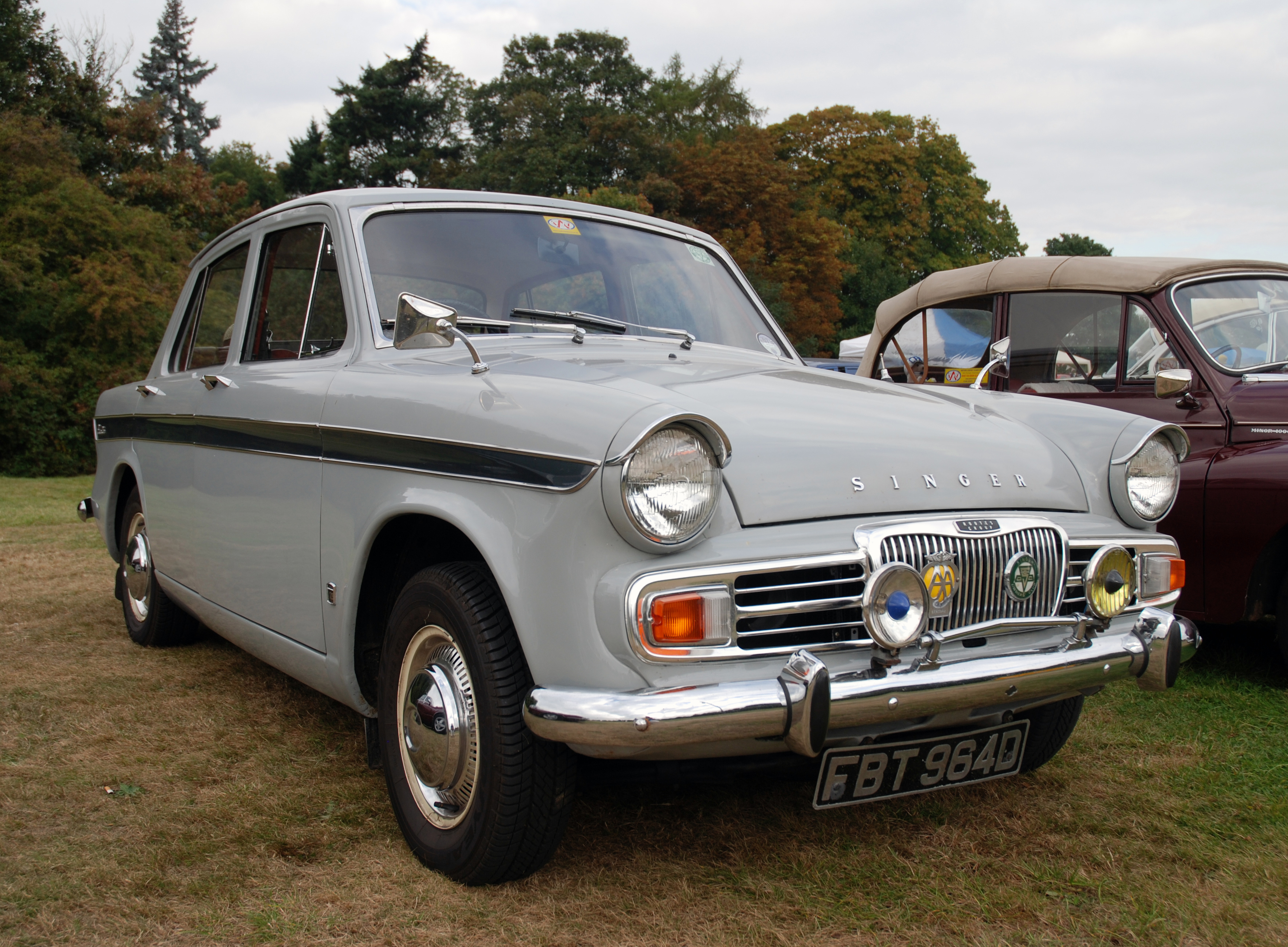
Singer Gazelle (1960)

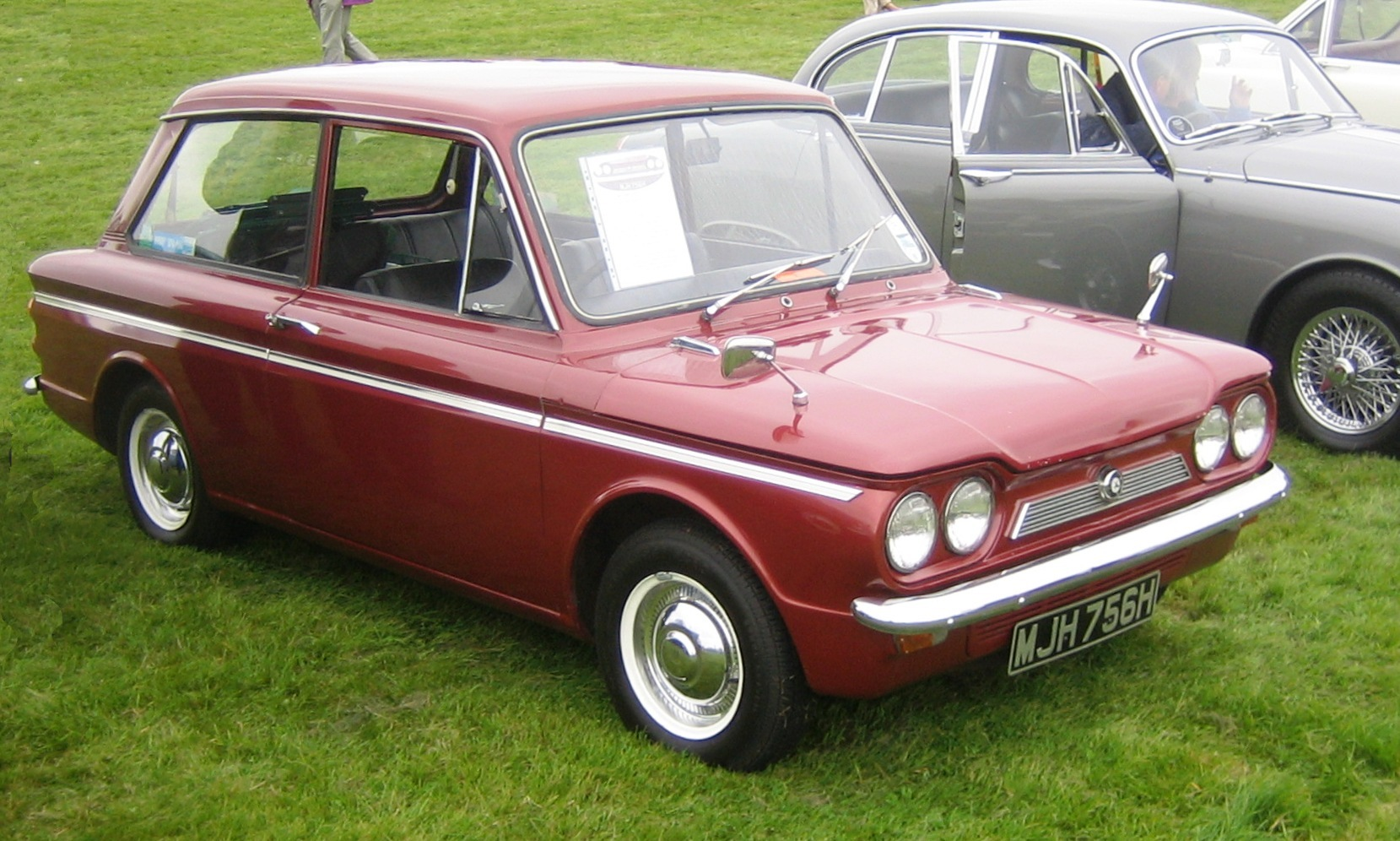
Singer Chamois (1969)

La compañía Singer fabricó su primer vehículo de cuatro ruedas en 1905. Disponía de un motor tricilíndrico de 1400 cc con licencia Lea-Francis. El primer modelo diseñado por Singer fue el 12/14 de 1906, con un motor de 4 cilindros y 2.4 litros comprado a la empresa Aster. En 1907 se abandonaron los motores Lea-Francis y se lanzó una serie de motores White and Poppe de dos, tres y cuatro cilindros. Los modelos con motores 'Aster' se dejaron de fabricar en 1909, lanzándose una nueva gama más amplia de automóviles. Todos sus modelos pasaron a funcionar con motores White y Poppe. En 1911 la empresa consiguió su primer gran éxito de ventas con el Ten, un automóvil equipado con un motor de 1100 cc diseñado por Singer. Todos los modelos estarán equipados con motores Singer hasta el estallido de la Primera Guerra Mundial, excepto los 3,3 litros de 20 hp.
Entre las dos guerras, el Ten siguió produciéndose y se sometió a un "lavado de cara" en 1923, incluido un nuevo motor con árbol de levas. Los modelos de seis cilindros se introducen en 1922. En 1927, la capacidad del motor del Ten aumentó a 1300 cc y se anunció un nuevo modelo ligero con un motor de 850 cc con árbol de levas en cabeza. En 1928, Singer llegó a ser el tercer mayor fabricante de automóviles del Reino Unido, después de Austin y Morris. La gama continuó con la evolución del motor de levas con el "Nine", el "14/6" y el deportivo "1 1/2 Litre" en 1933. El Nine se rebautizó como Singer Bantam en 1935.
Después de la Segunda Guerra Mundial, los modelos de antes de la guerra, se reintrodujeron los modelos Nine, el Ten y Twelve, pero con pocos cambios hasta 1948, cuando el nuevo SM1500 hizo su aparición con una suspensión delantera independiente. Sin embargo, era un coche caro (799 libras) y no se vendió muy bien, en un momento en que la competencia estaba en plena producción. El automóvil se rediseñó para convertirse en el Hunter en 1954, que también estaba disponible con un motor de doble árbol de levas en cabeza.
En 1956, la empresa se hallaba en dificultades financieras, y los hermanos Rootes, que comercializaban los vehículos Singer desde los años posteriores a la Primera Guerra Mundial, compraron la empresa, lo que puso fin a los diseños innovadores. El siguiente automóvil de la firma, aparecido en 1958, fue un modelo con la licencia del Hillman Minx, el Gazelle, equipado con un motor Singer con árbol de levas en cabeza.
El último automóvil que se llamará Singer es una versión de gama alta del modelo con motor trasero Hillman Imp, llamado Chamois. La absorción de Rootes por Chrysler Corporation en los años 1970, supuso la desaparición del nombre de Singer del panorama automovilístico.

## Modelos

### Modelos 1906-1916

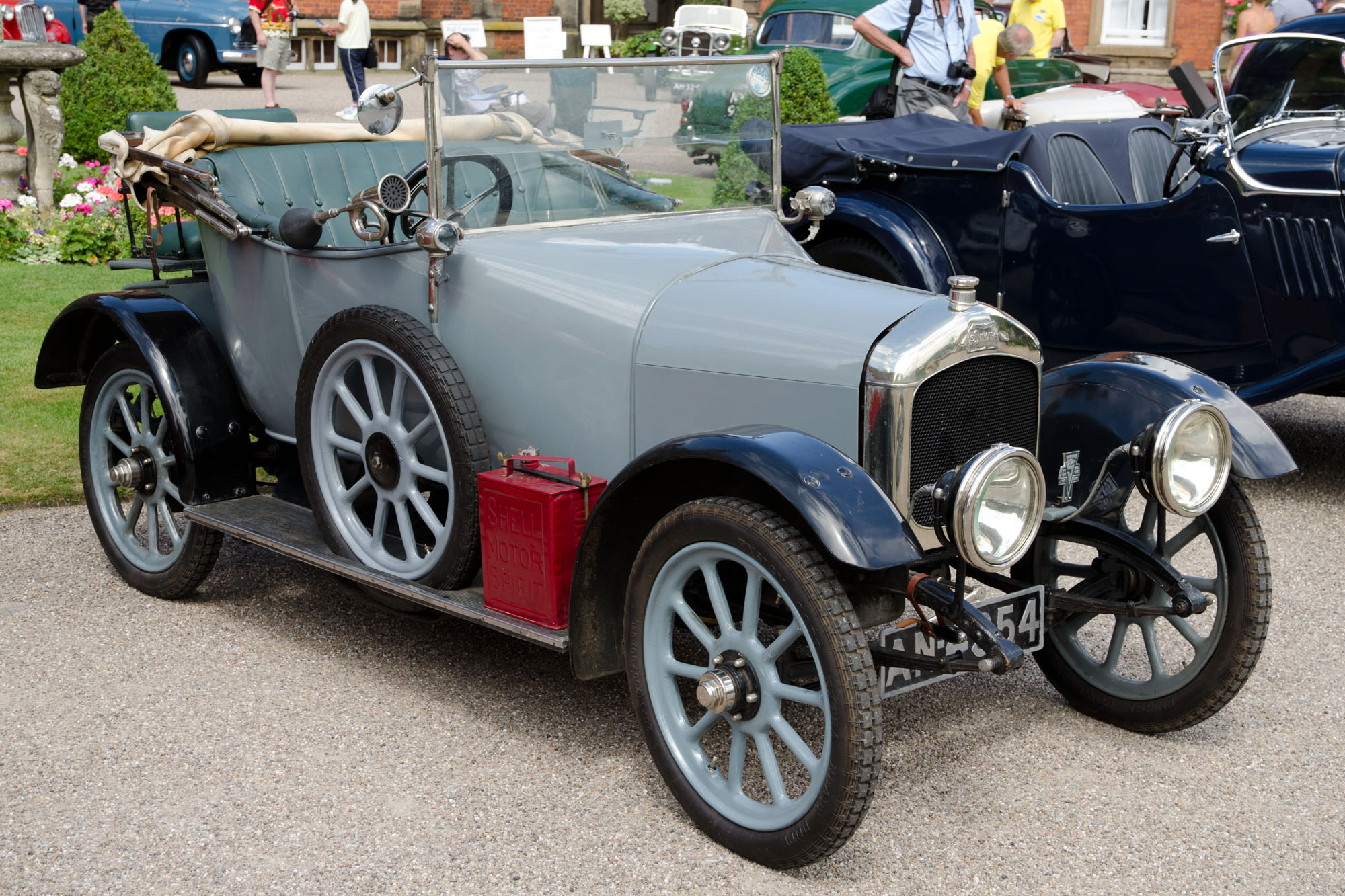
Singer Ten (1919)

| Tipo     | Año de construcción | Número de cilindros/Sistema de válvulas | Cilindrada | Potencia |
| -------- | ------------------- | --------------------------------------- | ---------- | -------- |
| 8/10 hp  | 1906                | 2 / Levas laterales                     | 1800 cm3   | (-)      |
| 12/14 hp | 1906                | 2 / Levas laterales                     | 2537 cm3   | (-)      |
| 7/9 hp   | 1906-1910           | 2 / Levas laterales                     | 905 cm3    | (-)      |
| 12/14 hp | 1906-1910           | 4 / Levas laterales                     | 1810 cm3   | (-)      |
| 10 hp    | 1907                | 3 / Levas laterales                     | 1358 cm3   | (-)      |
| 12/15 hp | 1907                | 4 / Levas laterales                     | 2438 cm3   | (-)      |
| 20/22 hp | 1907                | 4 / Levas laterales                     | 3686 cm3   | (-)      |
| 20/25 hp | 1908-1910           | 4 / Levas laterales                     | 3456 cm3   | (-)      |
| 16 hp    | 1909                | 4 / Levas laterales                     | 2497 cm3   | (-)      |
| 16/20 hp | 1910                | 4 / Levas laterales                     | 2799 cm3   | (-)      |
| 20/25 hp | 1910                | 4 / Levas laterales                     | 4714 cm3   | (-)      |
| 15 hp    | 1911-1914           | 4 / Levas laterales                     | 2610 cm3   | (-)      |
| 20 hp    | 1911-1915           | 4 / Levas laterales                     | 3307 cm3   | (-)      |
| 14 hp    | 1913-1914           | 4 / Levas laterales                     | 2384 cm3   | (-)      |
| 25 hp    | 1913-1914           | 4 / Levas laterales                     | 4082 cm3   | (-)      |
| 10 hp    | 1913-1916           | 4 / Levas laterales                     | 1096 cm3   | (-)      |
| 15.9 hp  | 1915                | 4 / Levas laterales                     | 2614 cm3   | (-)      |

### Modelos 1919-1949

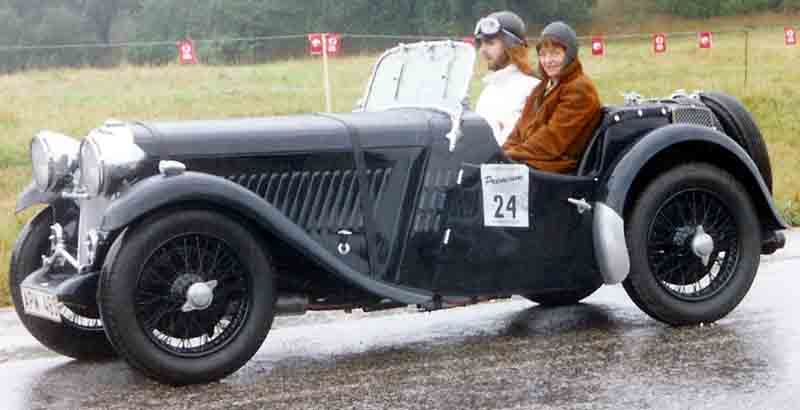
Deportivo Singer 1½-Litre Le Mans de dos asientos (1934)

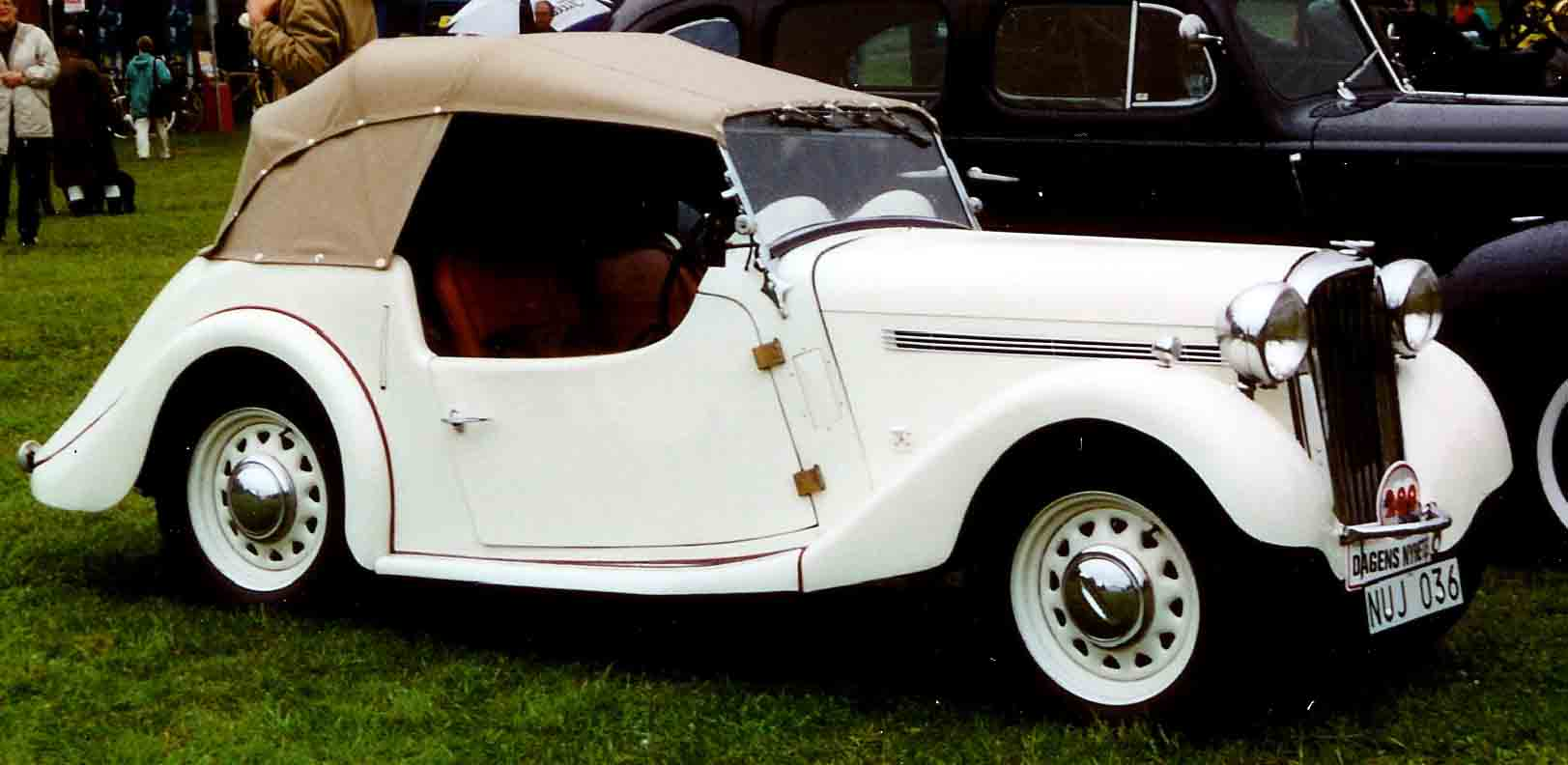
Deportivo descubierto Singer Nine (1939)

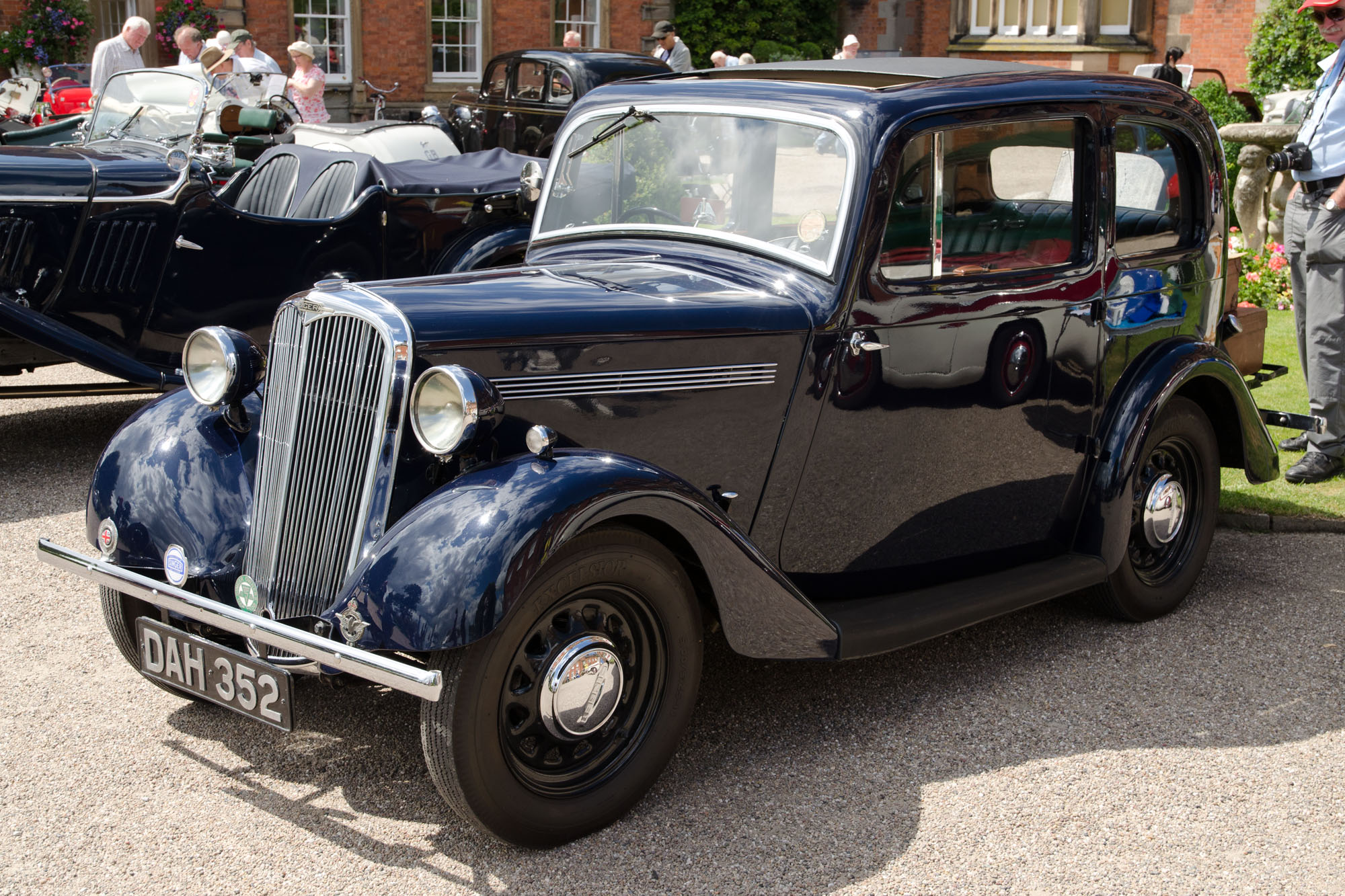
Singer Bantam Nine (1939)

| Tipo                | Año de construcción | Número de cilindros/Sistema de válvulas | Cilindrada    | Potencia        |
| ------------------- | ------------------- | --------------------------------------- | ------------- | --------------- |
| Ten                 | 1919-1923           | 4 / Levas laterales                     | 1097 cm3      |                 |
| Fifteen             | 1921-1925           | 6 / Levas laterales                     | 1991 cm3      |                 |
| 10/25 hp            | 1925-1928           | 4 / Levas en cabeza                     | 1308 cm3      | 26 CV (19 kW)   |
| Eight               | 1926                | 4 / Levas en cabeza                     | 847 cm3       |                 |
| 14/34 hp            | 1926-1928           | 6 / Levas en cabeza                     | 1776-1792 cm3 |                 |
| Eight Junior        | 1927-1932           | 4 / Levas en cabeza                     | 848 cm3       | 16,5 CV (12 kW) |
| Ten                 | 1927-1932           | 4 / Levas en cabeza                     | 1261 cm3      |                 |
| Senior              | 1928-1929           | 4 / Levas en cabeza                     | 1571 cm3      |                 |
| Six                 | 1929-1931           | 6 / Levas en cabeza                     | 1920 cm3      |                 |
| Senior Six          | 1930-1931           | 6 / Levas en cabeza                     | 1792 cm3      |                 |
| Nine                | 1932-1937           | 4 / Levas en cabeza                     | 972 cm3       | 31 CV (23 kW)   |
| Nine Sports         | 1933                | 4 / Levas en cabeza                     | 972 cm3       | 35 CV (26 kW)   |
| Fourteen            | 1933                | 6 / Levas en cabeza                     | 1611 cm3      |                 |
| 2 litre             | 1933                | 6 / Levas laterales                     | 2050 cm3      | 45 CV (33 kW)   |
| Twelve              | 1933-1935           | 4 / Levas laterales                     | 1440 cm3      | 32 CV (23,5 kW) |
| 17.9 hp             | 1934                | 6 / Levas en cabeza                     | 2160 cm3      |                 |
| Eleven Airstream    | 1934-1936           | 4 / Levas en cabeza                     | 1584 cm3      |                 |
| Eleven              | 1934-1937           | 4 / Levas en cabeza                     | 1459 cm3      | 39 CV (29 kW)   |
| Nine Le Mans        | 1934-1936           | 4 / Levas en cabeza                     | 972 cm3       | 38 CV (28 kW)   |
| 1 1/2 litre Le Mans | 1935-1936           | 6 / Levas en cabeza                     | 1493 cm3      | 48 CV (35 kW)   |
| Bantam              | 1935-1937           | 4 / Levas en cabeza                     | 972 cm3       | 25 CV (18 kW)   |
| Sixteen             | 1935-1937           | 6 / Levas en cabeza                     | 1993 cm3      |                 |
| Super Ten           | 1937-1949           | 4 / Levas en cabeza                     | 1193 cm3      | 37 CV (27 kW)   |
| Bantam              | 1938-1940           | 4 / Levas en cabeza                     | 1074 cm3      | 30 CV (22 kW)   |
| Super Twelve        | 1938-1949           | 4 / Levas en cabeza                     | 1525 cm3      | 43 CV (31,6 kW) |
| Nine                | 1939-1949           | 4 / Levas en cabeza                     | 1074 cm3      | 35 CV (26 kW)   |

### Modelos 1948-1970

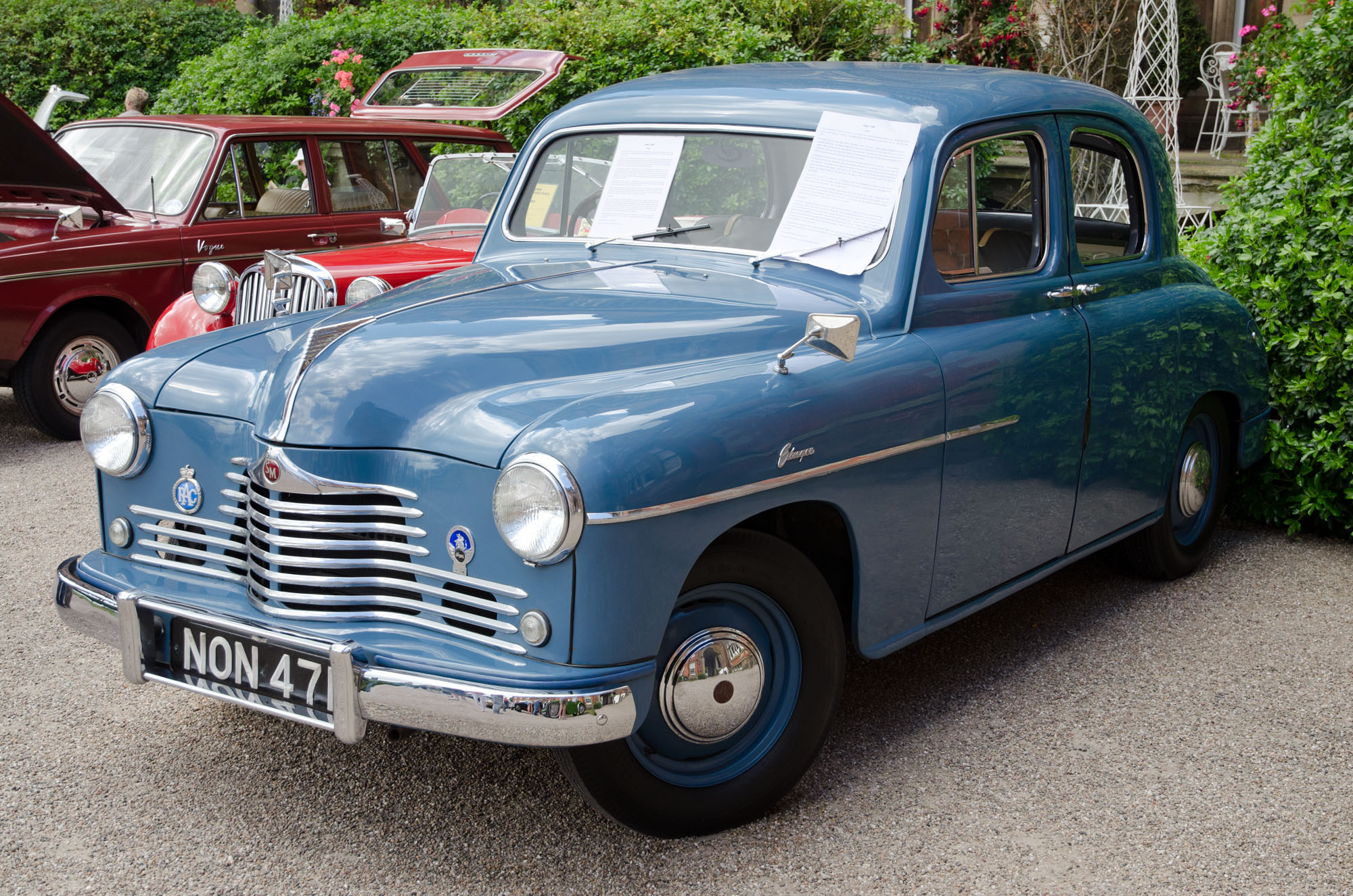
Singer SM1500 (1948-54)

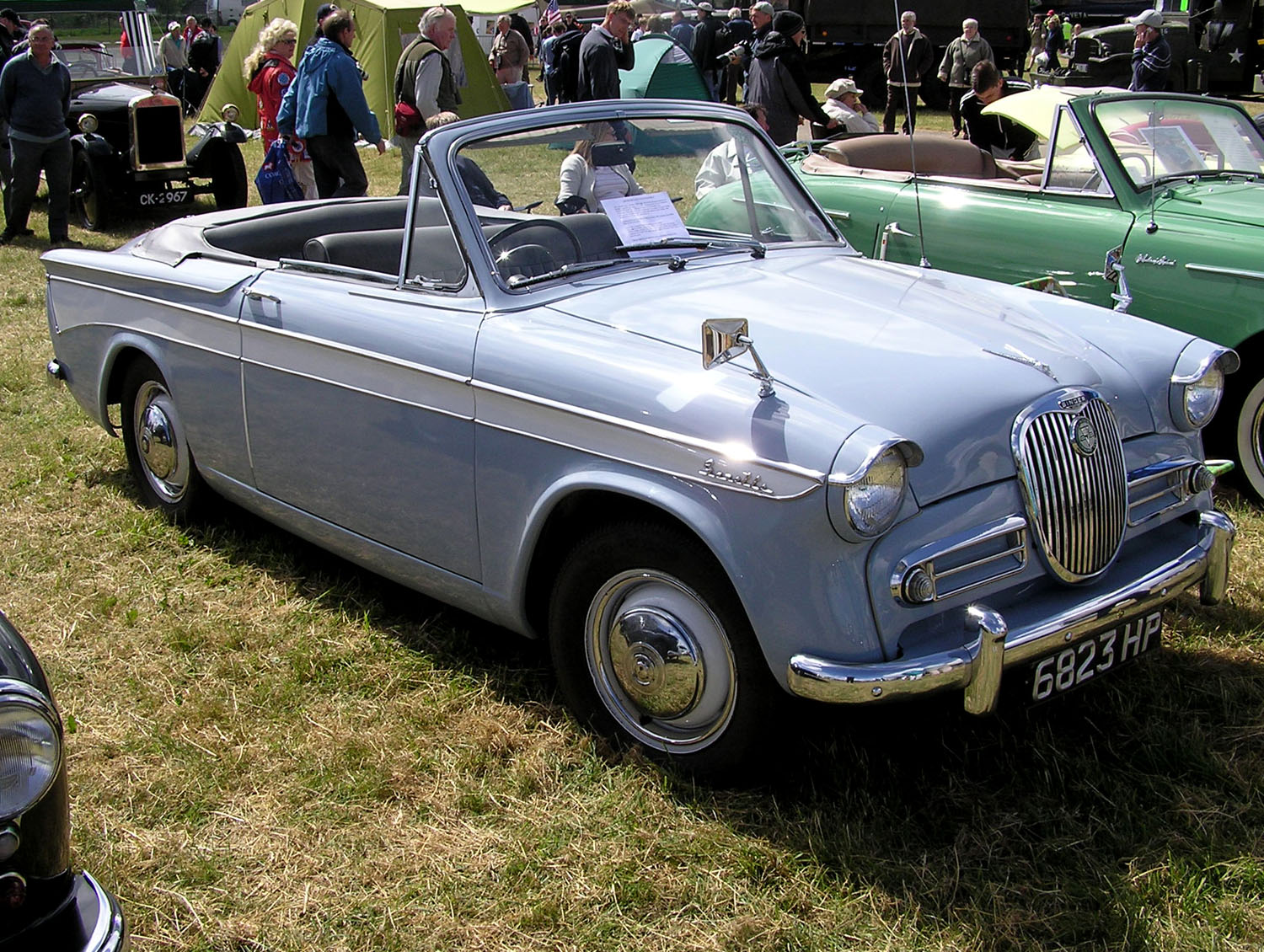
Singer Gazelle Convertible (1960)

| Tipo         | Año de construcción | Número de cilindros/Sistema de válvulas | Cilindrada | Potencia                |
| ------------ | ------------------- | --------------------------------------- | ---------- | ----------------------- |
| SM 1500      | 1948-1951           | 4 / Levas en cabeza                     | 1506 cm3   | 48 CV (35 kW)           |
| Nine 4A/AB   | 1949-1951           | 4 / Levas en cabeza                     | 1074 cm3   | 36 CV (26,5 kW)         |
| SM 1500      | 1951-1956           | 4 / Levas en cabeza                     | 1497 cm3   | 48-58 CV (35-42,6 kW)   |
| Hunter       | 1954-1956           | 4 / Levas en cabeza                     | 1497 cm3   | 48-50 CV (35-37 kW)     |
| Hunter 75    | 1955-1956           | 4 / Levas en cabeza                     | 1497 cm3   | 75 CV (55 kW)           |
| Gazelle I    | 1956-1958           | 4 / Levas en cabeza                     | 1497 cm3   | 52,5 CV (38,6 kW)       |
| Gazelle II   | 1957-1958           | 4 / Levas en cabeza                     | 1497 cm3   | 52,5 CV (38,6 kW)       |
| Gazelle IIA  | 1958                | 4 / Levas en cabeza                     | 1494 cm3   | 60,2 CV (44,3 kW)       |
| Gazelle III  | 1958-1959           | 4 / Levas en cabeza                     | 1494 cm3   | 60 CV (44 kW)           |
| Gazelle IIIA | 1959-1960           | 4 / Levas en cabeza                     | 1494 cm3   | 64 CV (47 kW)           |
| Gazelle IIIB | 1960-1961           | 4 / Levas en cabeza                     | 1494 cm3   | 60 CV (44 kW)           |
| Vogue I      | 1960-1962           | 4 / Levas en cabeza                     | 1592 cm3   | 66 CV (48,5 kW)         |
| Gazelle IIIC | 1961-1963           | 4 / Levas en cabeza                     | 1592 cm3   | 53 CV (39 kW)           |
| Vogue II     | 1963-1964           | 4 / Levas en cabeza                     | 1592 cm3   | 66 CV (48,5 kW)         |
| Gazelle V    | 1963-1965           | 4 / Levas en cabeza                     | 1725 cm3   | 57 CV (42 kW)           |
| Vogue III    | 1964-1965           | 4 / Levas en cabeza                     | 1592 cm3   | 78,5 CV (57,7 kW)       |
| Chamois I    | 1964-1965           | 4 / Levas en cabeza                     | 875 cm3    | 39 CV (28,7 kW)         |
| Vogue IV     | 1965-1966           | 4 / Levas en cabeza                     | 1725 cm3   | 80 CV (59 kW)           |
| Gazelle VI   | 1965-1967           | 4 / Levas en cabeza                     | 1725 cm3   | 62,5 CV (46 kW)         |
| Chamois II   | 1965-1970           | 4 / Levas en cabeza                     | 875 cm3    | 42 CV (31 kW)           |
| New Vogue    | 1966-1970           | 4 / Levas en cabeza                     | 1725 cm3   | 80 CV (59 kW)           |
| New Gazelle  | 1967-1970           | 4 / Levas en cabeza                     | 1725 cm3   | 62,5-74 CV (46-54,4 kW) |

## Singer en el deporte del motor
Varios modelos han participado en competiciones internacionales, especialmente carreras de resistencia como las 24 Horas de Le Mans.

| Año  | Número de participante | Modelo / Categoría          | Clasificación |
| ---- | ---------------------- | --------------------------- | ------------- |
| 1933 | 37                     | Nine Sports / 1000          | 13            |
| 1934 | 25                     | Le Mans 1½ Litre / 1500     | 8             |
|      | 26                     | Le Mans 1½ Litre / 1500     | 7             |
|      | 47                     | Nine Le Mans / 1000         | 18            |
|      | 48                     | Nine Le Mans / 1000         | 15            |
|      | 49                     | Nine Le Mans / 1000         | Abandono      |
|      | 50                     | Nine Le Mans / 1000         | 23            |
| 1935 | 34                     | 1½ Litre Le Mans / 1500     | 17            |
|      | 47                     | Nine Le Mans Replica / 1000 | Abandono      |
|      | 48                     | Nine Le Mans Replica / 1000 | 19            |
|      | 49                     | Nine Le Mans Replica / 1000 | Abandono      |
|      | 50                     | Nine Le Mans Replica / 1000 | Abandono      |
|      | 51                     | Nine Le Mans Replica / 1000 | 16            |

| Año  | Número de participante | Modelo / Categoría          | Clasificación |
| ---- | ---------------------- | --------------------------- | ------------- |
|      | 52                     | Nine Le Mans Replica / 1000 | 22            |
|      | 53                     | Nine Le Mans Replica / 1000 | 23            |
|      | 54                     | Nine Le Mans Replica / 1000 | 20            |
| 1937 | 50                     | Nine Le Mans Replica / 1000 | Abandono      |
|      | 51                     | Nine Le Mans Replica / 1000 | Abandono      |
|      | 52                     | Nine Le Mans Replica / 1000 | Abandono      |
|      | 53                     | Nine Le Mans Replica / 1000 | Abandono      |
| 1938 | 46                     | Nine Le Mans Replica / 1000 | 8             |
|      | 47                     | Nine Le Mans Replica / 1000 | Abandono      |
| 1939 | 44                     | Nine Le Mans Replica / 1000 | Abandono      |
|      | 45                     | Nine Le Mans Replica / 1000 | Abandono      |
|      | 46                     | Nine Le Mans Replica / 1000 | Abandono      |
| 1949 | 56                     | Nine Le Mans Replica / 1000 | Abandono      |

## Otras competiciones
- La piloto británica Betty Haig, sobrina nieta del Mariscal Douglas Haig y única competidora femenina, se impuso al volante de un Singer Le Mans 1500 en un rally entre Birmingham y Berlín, una prueba de demostración automovilística celebrada con ocasión de los Juegos Olímpicos de Berlín 1936.[18] Aunque la motonáutica fue deporte olímpico en Londres 1908,[19] el automovilismo nunca ha llegado a formar parte de los Juegos.